# Бой под Салихой
Бой под Салихой (польск. Bitwa pod Salichą) — один из двух крупных боёв на Правобережной Украине между польско-украинскими повстанцами и русскими регулярными войсками, произошедший 14 (26) мая 1863 года в ходе Январского восстания.

## Предыстория
После поражения под Мирополем отряд Эдмунда Ружицкого был вынужден отступить 7(19) мая 1863 года на север, к Новоград-Волынскому, где повстанцам удалось разгромить посланный на их перехват русский отряд, пленив при этом 39 человек, которые затем были отпущены.
8 (20 мая) у деревни Шаскивицы к отряду присоединилось около 60 человек. С которыми Ружицкий 10 (22 мая) попытался занять город Хмельник, однако из-за недостатка сил, понеся значительные потери, был вынужден отойти на северо-запад, к селу Салиха, где он вплотную вклинился в правый фланг превосходящего его по численности отряда регулярных войск общим числом в 600 солдат пехоты и 120 казаков.

## Бой
Повстанцы и правительственные войска столкнулись в поле, окруженным со всех сторон густым лесом. Обе стороны расположили свои боевые порядки в 950 метрах друг от друга. Ружицкий приказал начать атаку на русскую пехоту, так как не имел другого выхода, кроме как порыва обороны противника.
Воодушевленные им, мятежники на лошадях смело пошли в атаку, однако оказались под плотным оружейным огнем и были вынуждены с потерями отступить на исходные позиции. Повторная атака была более удачной, и мятежникам даже удалось обратить один из трех русских пехотных каре, бывшее под командованием капитана Мицнова, в паническое бегство. Однако дальнейшее их продвижение было вновь остановлено плотным оружейным огнём регулярных полков.
После чего по неизвестной причине, несмотря на прибывшее подкрепление из 600 солдат пехоты, Ломаносов, ошибочно полагая, что посреди густых зарослей противоположной стороны леса засели резервы повстанцев, приказал своим войскам отступить, обеспечив победу мятежникам.

## Последствия
Повстанцы потеряли в битве около 40 человек убитыми и ранеными. Потери регулярных войск, по польским данным, составили 12 убитых и 20 раненых. 
Через 2 дня, так и не дождавшись подкрепления из Галиции, Ружицкий был вынужден в ночь с 15 на 16 (27 на 28) мая с остатками отряда отступить в Подольскую губернию, где, однако, также не нашел поддержки среди мирного населения и вернулся на Волынь.
29 мая (10 июня) Национальное правительство присвоило Ружицкому звание бригадного генерала. После ряда поражений отряда от регулярных войск Ружицкий 7 (19 июня) 1863 года с остатками своего отряда у города Радивилов бежал на территорию Австрии, фактически завершив восстание на Правобережной Украине и собственное участие в нём.